# Altiplans del Kazakhstan
Els Altiplans del Kazakhstan (en kazakh: Сарыарқа – «banda groga»), formen una gran regió de peneplà que s'estén fins a les regions centrals i orientals del Kazakhstan. Aquest zona consta d'Oasis de muntanyes baixes (Karkaraly, Kent, Kyzylarai, Ulytau, etc.) i planures elevades i conté grans dipòsits de carbó al nord i de coure al sud. Hi viuen espècies rares com el guepard asiàtic (Acinonyx jubatus venaticus). La capital de l'estat, Astanà, està en aquesta zona.
Part dels altiplans kazakhs estan inclosos en Sariarkhà – Estepes i llacs del nord del Kazakhstan, que són Patrimoni de la Humanitat, segons la UNESCO.